# Васильев, Иоанн Васильевич
Иоанн Васильевич Васильев (1 мая 1858, Старая Юмья, Казанская губерния — 1927, Шаркан, Вотская автономная область) — российский и советский писатель-просветитель, иерей миссионер, этнограф удмуртского происхождения. Известен как один из первых удмуртов, получивших специальное педагогическое образование.

## Биография
Родился 1 (13) мая 1858 в селе Старая Юмья. Учился в крещёно-татарской школе в Казани, после окончания которой в 1874 году поступил в Учительскую инородческую семинарию. В 1878 году после окончания семинарии работал учителем в сёлах Малая Пурга, Юськи, Бураново. С 1881 года исполнял обязанности сверхштатного дьякона, осуществляя миссионерскую деятельность в Сарапульском уезде. В это же время вёл этнографические исследования быта удмуртов.
В 1885 году без духовного образования был посвящён в сан иерея в Вятке и направлен на службу в Бураново. В 1890—1893 годах служил в храмах села Мазунино, в 189—1908 годах — села Малая Пурга, в 1908—1927 годах — села Шаркан. Возглавлял Шарканский благочиннический округ.
В область научных интересов И. В. Васильева входила этнография и фольклор удмуртов. С начала XX века И. В. Васильев был членом Общества археологии, истории и этнографии при Казанском университете. В 1906—1907 годах в «Вятских епархиальных ведомостях» он опубликовал ряд статей по этнографии. Среди научных работ Васильева выделяют книгу «Обозрение языческих обрядов, суеверий и верований вотяков Казанской и Вятской губерний», составленную из графического и фольклорного материала и изданную на русском и немецком языках. Книга содержит описание удмуртских обычаев и обрядов, наблюдения за этической стороной быта удмуртов и пользуется спросом у этнографов как источник по этнографии удмуртов конца XIX века. Эту работу относят к лучшим этнографическим исследованиям просветителей Поволжья.